# Die Himmelswelt
Die Himmelswelt –
Mitteilungen der Vereinigung von Freunden der Astronomie und Kosmischen Physik – ist ein  1891 von Wilhelm Foerster gegründetes populärwissenschaftliches Magazin. Es erschien bis 1949 im Ferd. Dümmlers Verlag Bonn – Berlin sechsmal jährlich. 
Der ursprüngliche Titel Mitteilungen der Vereinigung von Freunden der Astronomie und Kosmischen Physik wurde 1920 im 30. Jahrgang durch Die Himmelswelt ersetzt; der vorherige diente
seitdem nur noch als Untertitel. 1931 kam noch der Untertitel Zeitschrift für Astronomie und ihrer Grenzgebiete hinzu. 
Nach einer kriegsbedingten zweijährigen Unterbrechung  1944–1946 erschienen noch die zwei Bände 55 (1947/48) und 56 (1949), in denen auch Berichte der Astronomischen
Gesellschaft abgedruckt sind; kurz nach der Währungsreform wurde die Zeitschrift aus wirtschaftlichen Gründen eingestellt.

## Herausgeber
- 1891 – 1905 Wilhelm Foerster, Astronom, Autor populärwissenschaftlicher Astronomie-Bücher
- 1906 – 1936 Joseph Plassmann, Astronom, Autor populärwissenschaftlicher Astronomie-Bücher
- 1937 – 1940 Hans Kienle, Astronom
- 1941 – 1944 Bernhard Sticker, Astronom und Wissenschaftshistoriker
- 1947 – 1949 Albrecht Unsöld, Astrophysiker